# Атаксия Фридрейха
Атаксия Фридрейха — аутосомно-рецессивное заболевание, характеризующееся дегенеративным повреждением нервной системы вследствие наследуемой мутации в гене FXN, кодирующем белок фратаксин. Заболевание наследуется по аутосомно-рецессивному типу. Заболевание названо в честь немецкого врача Николауса Фридрейха, который первым описал её в 1860 году.

## Распространённость

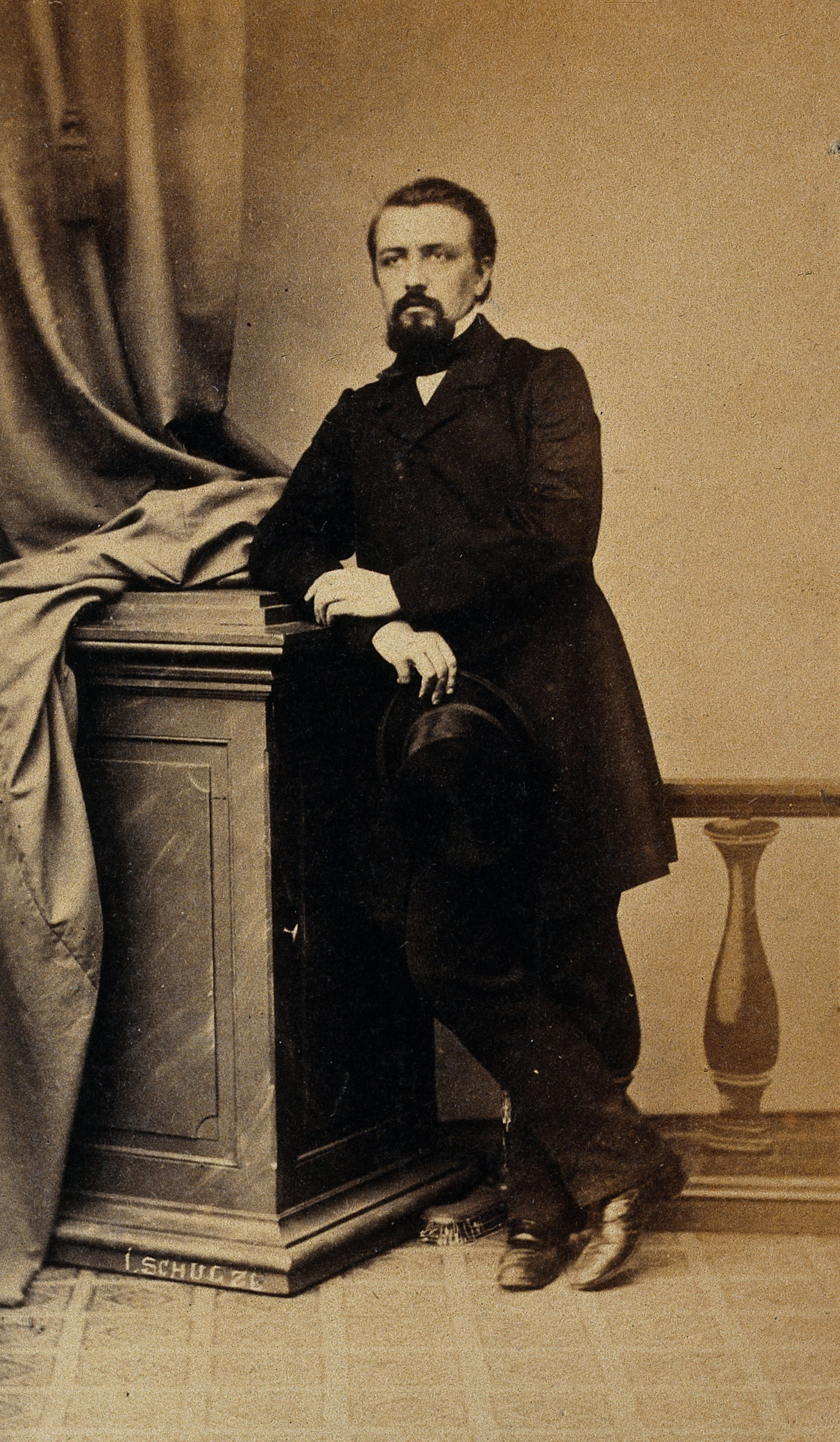
Николаус Фридрейх

Атаксия Фридрейха является наиболее распространенной наследственной атаксией. Распространённость в мире — 2—10 на 100 000. Носитель патологического гена — 1 из 120 (110).

## Этиология
Мутация происходит в гене FXN, расположенном на длинном плече 9-й хромосомы и кодирующем белок фратаксин. Фратаксин играет важную роль в работе митохондрий, поскольку он расположен на внутренней поверхности мембран митохондрий и участвует в выведении железа из околомитохондриального пространства. В отсутствие фратаксина избыток железа вызывает образование свободных радикалов. Происходит необратимое повреждение целостности и функций митохондрий, нарушение процессов окислительного фосфорилирования и гибель клеток наиболее энергозависимых органов-мишеней (ЦНС, миокард, поджелудочная железа и др.).

## Патоморфология
Данное заболевание проявляется дегенерацией задних и боковых столбов и задних корешков спинного мозга, особенно в люмбосакральных сегментах, а также гибелью клеток столбов Кларка и дорсальных спиноцеребеллярных трактов. В поздних стадиях характерна дегенерация ядер черепных нервов, клеток Пуркинье, зубчатого ядра и верхней ножки мозжечка. Происходит вовлечение в процесс чувствительных волокон периферических нервов.

## Клиническая картина
Первые симптомы обычно появляются на первом, втором десятилетии жизни, однако первые проявления могут быть и на третьем и четвертом десятилетии. Проявляется атаксия при ходьбе, а также нарушением почерка, дизартрией, слабостью в ногах, нарушением или потерей слуха. Нарушается глубокая чувствительность, постепенно нарастает мышечная атрофия, на начальных этапах более выраженная на нижних конечностях, но с течением болезни захватывающая и верхние. Атрофируется зрительный нерв, развивается катаракта, что ведёт к слепоте, нарушается функция тазовых органов, развивается деменция.
Развиваются нарушения со стороны эндокринной системы — сахарный диабет, гипогонадизм, дисфункция яичников, кардиомиопатии. Возникают скелетные деформации — искривление позвоночника, «стопа Фридрейха».

## Лечение
Лечение симптоматическое; уделяют внимание развивающемуся сахарному диабету, нарушениям со стороны сердечно-сосудистой системы. Хирургическая коррекция возникающих деформаций опорно-двигательного аппарата.
Другие препараты: омавелоксолон.

## Прогноз
Неблагоприятный, средняя продолжительность жизни с начала прогрессирования заболевания 15—20 лет. В редких случаях больные доживают до 70—80 лет, при условии отсутствия сопутствующего сахарного диабета и болезней сердца.